# .bz
.bz es el dominio de nivel superior geográfico (ccTLD) para Belice.